# Lacs du Kazakhstan
La République du Kazakhstan possède 48 262 lacs, dont 31 ont une superficie supérieure à 100 km2 et 2 986 ont une superficie de plus de 1 km2. 
Le Kazakhstan est limitrophe de deux grands lacs: la mer Caspienne et la Mer d'Aral et il possède le lac Balkhach qui est l'un des plus grands lacs au monde. 
La superficie cumulée de tous les lacs du Kazakhstan est de 45 002 km2 pour un volume de 190 km3.

## Liste des plus grands lacs du Kazakhstan
| №  | Nombre de lacs        | Lieu                                                | Superficie (km²) | Altitude (m) | Profondeur (m) | autres pays                          |
| 01 | Mer Caspienne         | Oblys d'Atyraou Oblys de Manguistaou                | 371 000          | −28          | 1 025          | Azerbaïdjan Iran Russie Turkménistan |

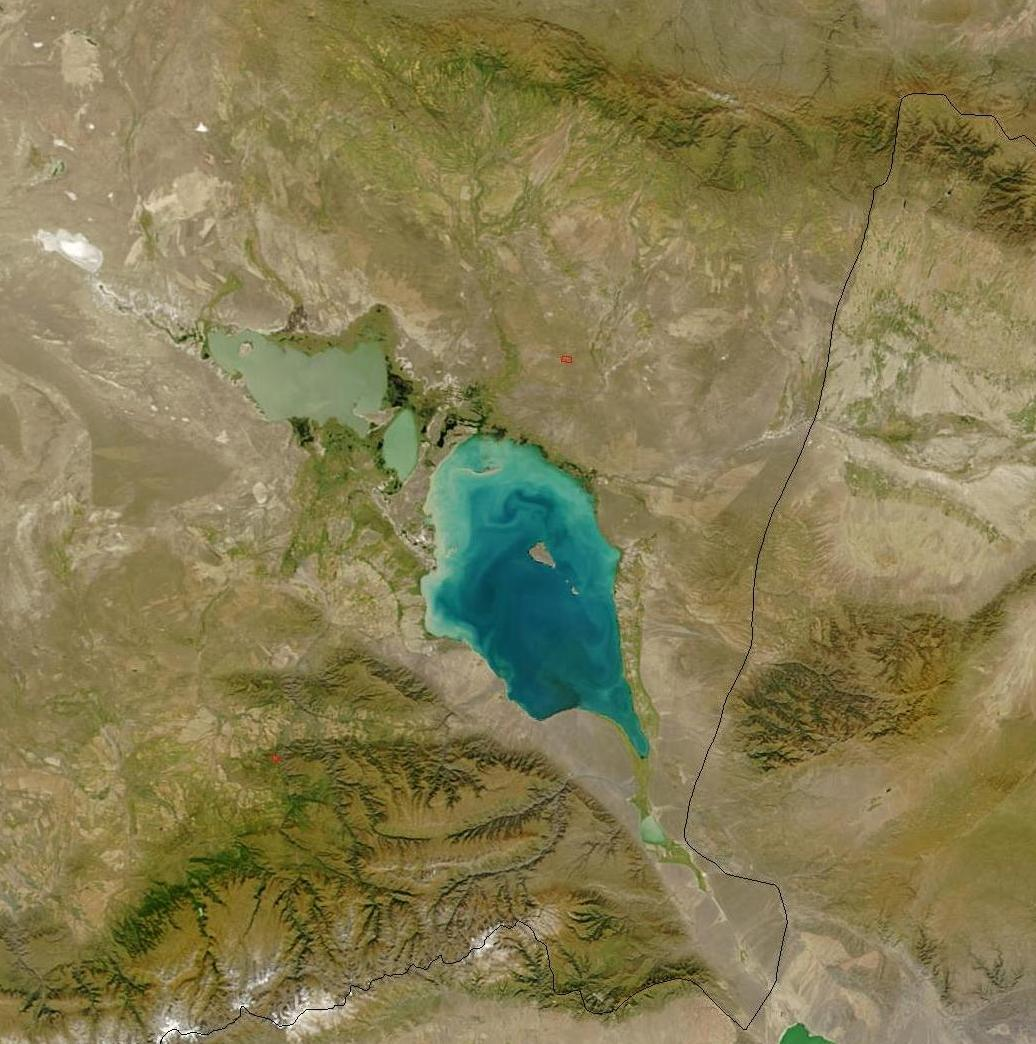
Lacs Alakol et Sasykkol

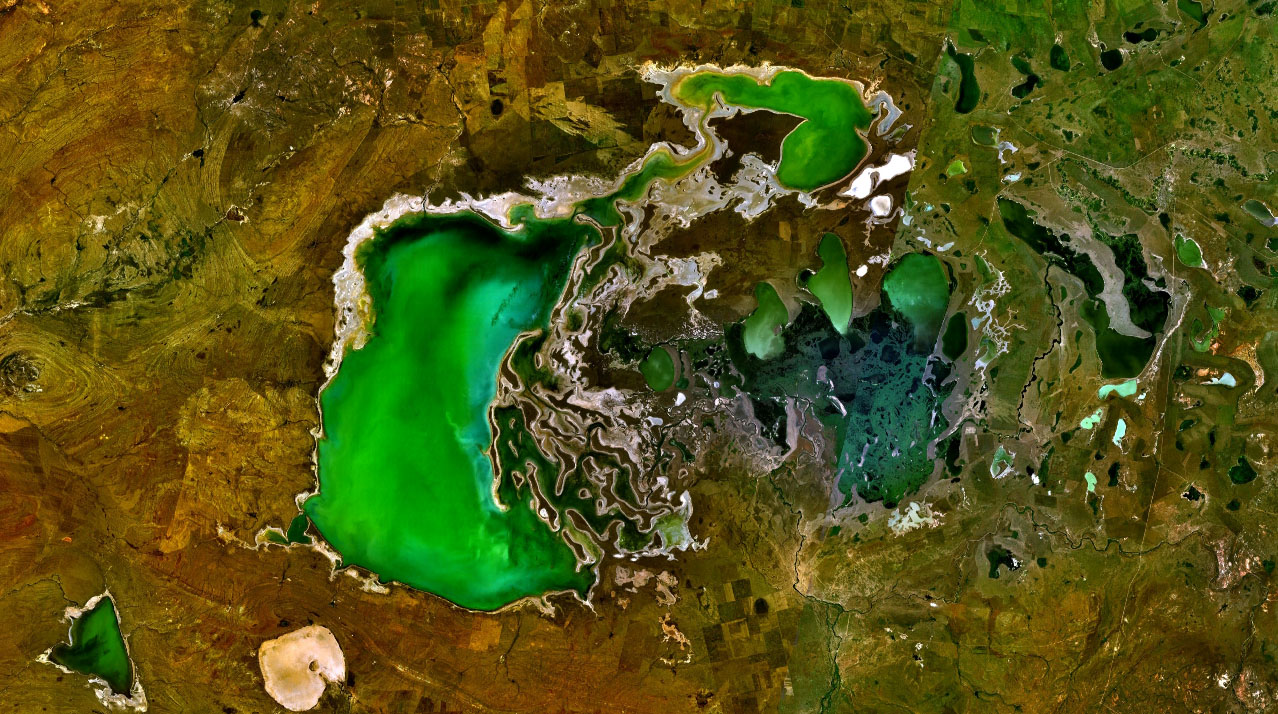
Lac Tengiz.

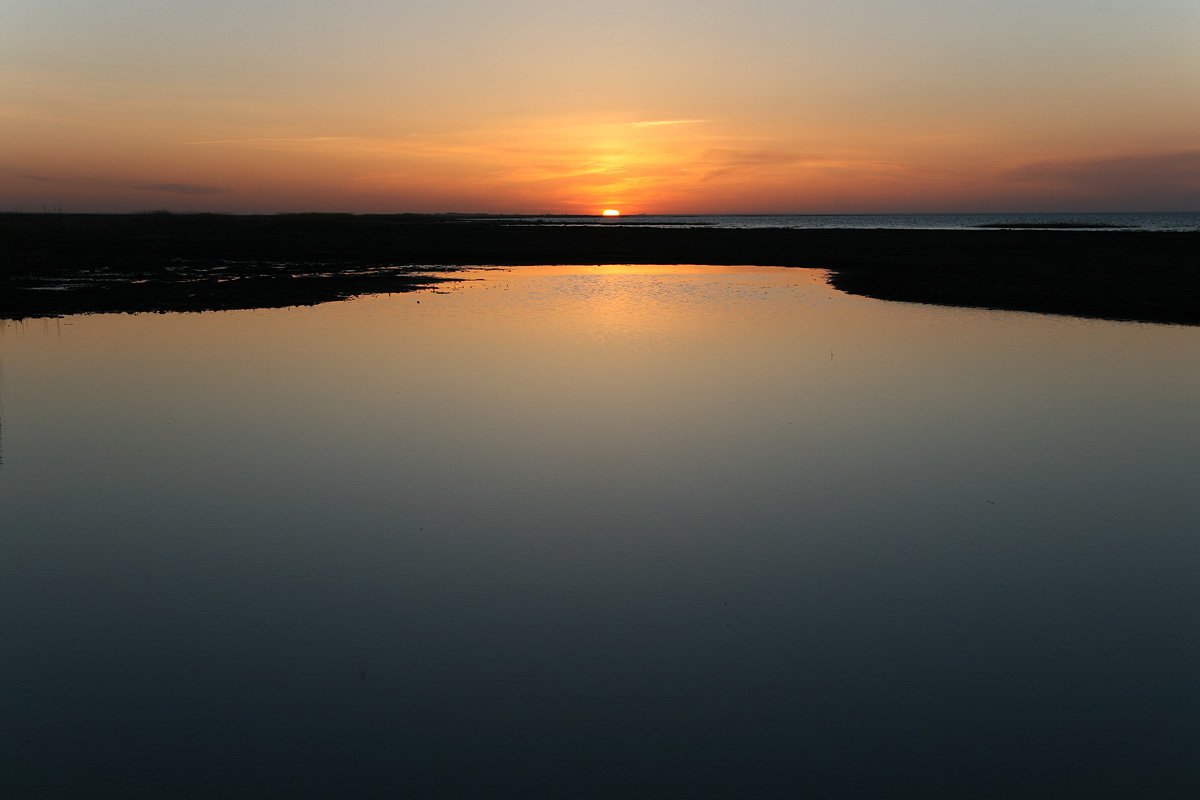
Lac Zaïssan.

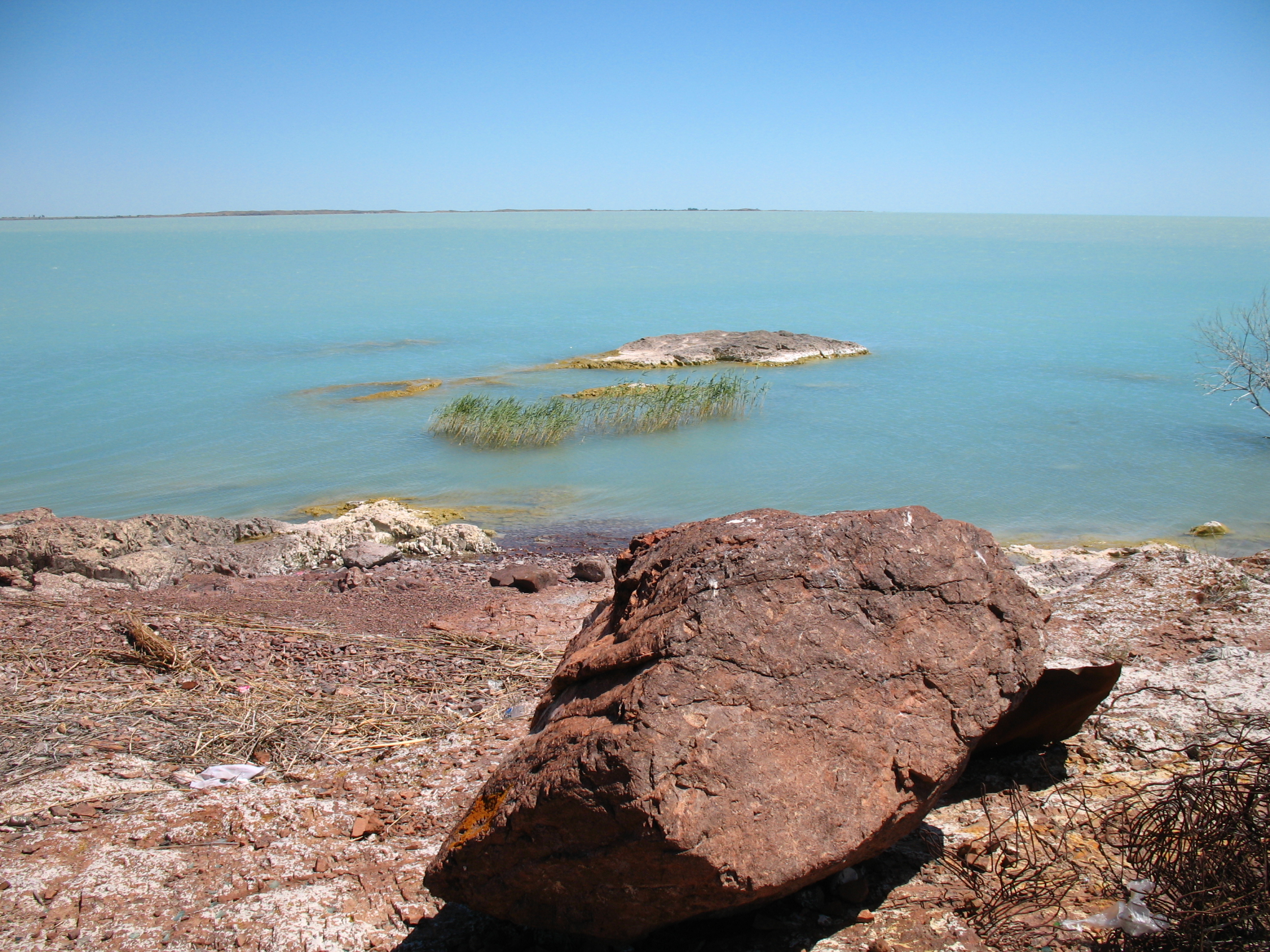
Lac Balkhach.

| 02 | Lac Balkhach          | Oblys d'Almaty Oblys de Karaganda Oblys de Djamboul | 16 400           | 340          | 6              |                                      |
| 03 | Mer d'Aral            | Oblys d'Aktioubé Oblys de Kyzylorda                 | 13 900           | 37           | 51             | Ouzbékistan                          |
| 04 | Grande Aral           | Oblys de Kyzylorda                                  | 13 300           | 29           | 43             | Ouzbékistan                          |
| 05 | Petite mer d'Aral     | Oblys de Kyzylorda                                  | 3 300            | 18           | 8,7            |                                      |
| 06 | Lac Alakol            | Oblys d'Almaty Oblys du Kazakhstan oriental         | 2 200            | 343          | 45             |                                      |
| 07 | Lac Zaïssan           | Oblys du Kazakhstan oriental                        | 1 860            | 378          | 10             |                                      |
| 08 | Chalkarteniz (de)     | Oblys d'Aktioubé                                    | 1 800            | ?            | 3              |                                      |
| 09 | Lac Tengiz            | Oblys d'Akmola                                      | 1 590            | 304          | 8              |                                      |
| 10 | Lac Seletyteniz (ru)  | Oblys d'Akmola Oblys de Pavlodar                    | 750              | 64           | 3,2            |                                      |
| 11 | Lac Sasykkol          | Oblys d'Almaty Kazakhstan-Oriental                  | 736              | 350          | 4,7            |                                      |
| 12 | Lac Markakol          | Oblys du Kazakhstan oriental                        | 455              | 1 449        | 30             |                                      |
| 13 | Lac Korgaljyn (ru)    | Oblys d'Akmola                                      | 330              | 308          | 2              |                                      |
| 14 | Lac Teke (ru)         | Oblys d'Akmola                                      | 265              | ?            | 1              |                                      |
| 15 | Chaglyteniz (cs)      | Oblys d'Akmola Kazakhstan-Septentrional             | 240              | 135          | 2              |                                      |
| 16 | Lac Kouchmouroun (ru) | Oblys de Kostanaï                                   | 210              | 103          | 3              |                                      |
| 17 | Lac Chelkar (cs)      | Kazakhstan-Occidental                               | 200              | ?            | 13             |                                      |
| 18 | Aralsor (cs)          | Kazakhstan-Oriental                                 | 200              | ?            | ?              |                                      |
| 19 | Kyzylkak (cs)         | Oblys de Pavlodar                                   | 188              | 41           | 1              |                                      |
| 20 | Lac Sarykopa          | Oblys de Kostanaï                                   | 184              | ?            | ?              |                                      |
| 21 | Kamyslybas            | Oblys de Kyzylorda                                  | 176              | ?            | ?              |                                      |
| 22 | Karasor (cs)          | Oblys de Karaganda                                  | 154              | ?            | 5              |                                      |
| 23 | Aksuat                | Oblys de Kostanaï                                   | 150              | ?            | 3              |                                      |
| 24 | Arys                  | Oblys de Kyzylorda                                  | 146              | ?            | ?              |                                      |
| 25 | Žalauly               | Oblys de Pavlodar                                   | 144              | ?            | ?              |                                      |
| 26 | Kojbagar              | Oblys de Kostanaï                                   | 127              | ?            | ?              |                                      |
| 27 | Sarymoin              | Oblys de Kostanaï                                   | 126              | ?            | ?              |                                      |
| 28 | Ujaly                 | Oblys d'Almaty Kazakhstan-Oriental                  | 120              | ?            | 5,8            |                                      |
| 29 | Inder (cs)            | Oblys d'Atyraou                                     | 110              | ?            | ?              |                                      |
| 30 | Kalibek (cs)          | Oblys d'Akmola                                      | 110              | ?            | ?              |                                      |
| 31 | Kichi-Karoj (cs)      | Oblys d'Akmola                                      | 102              | 53           | ?              |                                      |